# Rathaus (Herzogenaurach)

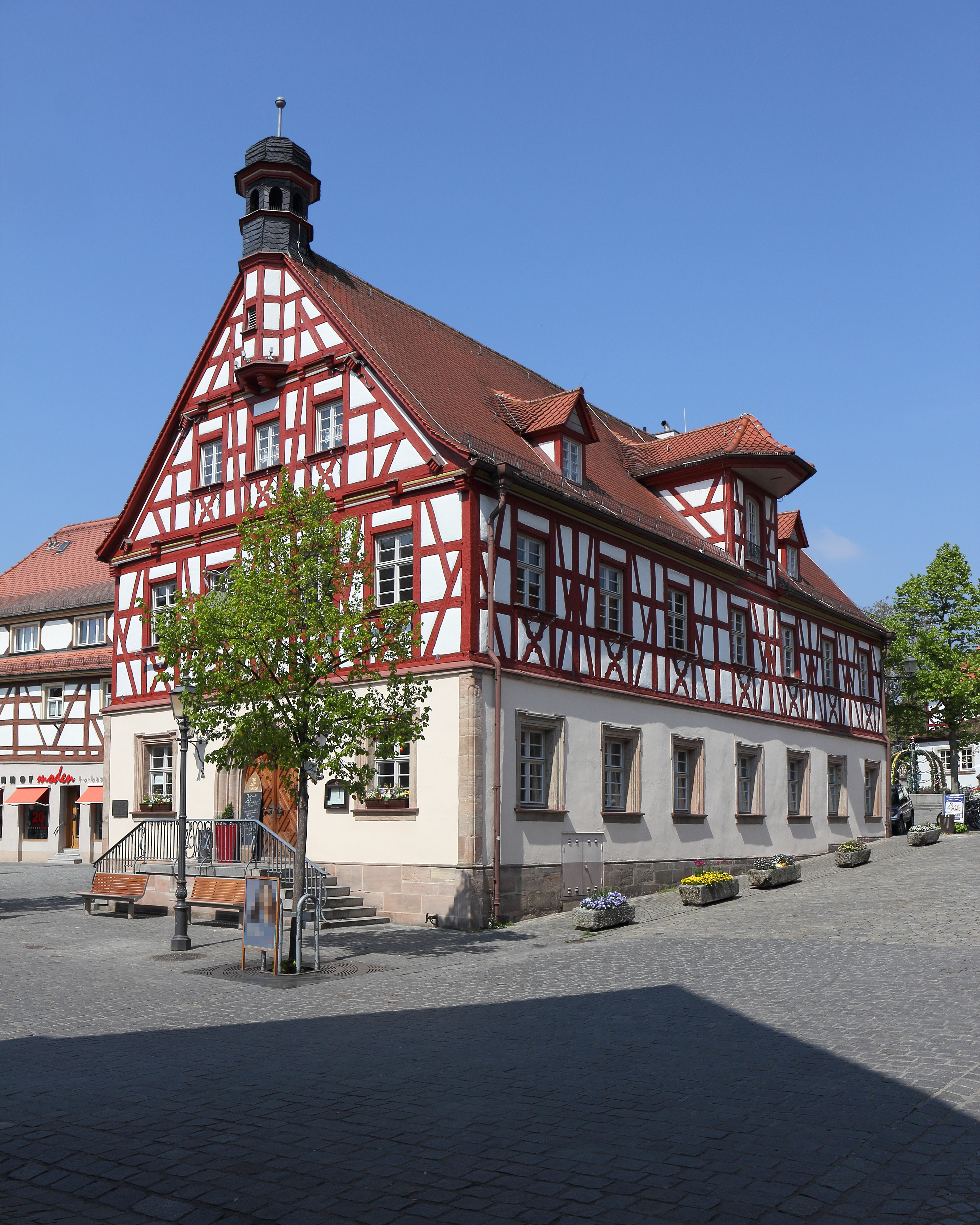
Ehemaliges Rathaus in Herzogenaurach

Das Rathaus in Herzogenaurach, einer Stadt im mittelfränkischen Landkreis Erlangen-Höchstadt in Bayern, wurde im Kern 1407 errichtet und 1781 aufgestockt. Das ehemalige Rathaus am Marktplatz 1 ist ein geschütztes Baudenkmal. 
Der zweigeschossige freistehende Satteldachbau mit Fachwerkobergeschoss und Zwerchhaus hat einen barockisierenden Dachreiter mit Zwiebelhaube und Dachknauf. Das rundbogige Portal mit Agraffe und die geohrten Fenster im Erdgeschoss haben Sandsteingewände. Das Fachwerk ist mit Mannfiguren und Andreaskreuzen geschmückt.
Die Veränderung zum fachwerksichtigen Satteldachbau, dabei wurde das Walmdach beseitigt, mit Dachreiter erfolgte 1939/41.